# Oleg Dmitrijevics Kononyenko
Oleg Dmitrijevics Kononyenko (oroszul: Олег Дмитриевич Кононенко; Csardzsou, Türkmenisztán, 1964. június 21. –) türkmén-orosz űrhajós.

## Életpálya
1988-ban a Harkovi Repülési Főiskolán mérnöki (hajtómű-gépész) oklevelet szerzett. Ezt követően a kujbisevi CSZKB-Progressz vállalatnál dolgozott mérnökként. 1990-ben Kujbisevi Légiközlekedési Egyetemen automatizálási rendszerek tervezéséből szerzett diplomát. 1996-ban menedzserképzőt végzett (szabadalmazás és innováció).
1996. március 29-től részesült űrhajóskiképzésben. A Jurij Gagarin Űrhajós Kiképző Központban részesült kiképzésben. Öt űrszolgálata alatt összesen 1110 napot, 14 órát, 57 percet öltött a világűrben. Hét űrsétán (kutatás, szerelés) összesen 44 óra 30 percet töltött az ISS fedélzetén kívül.

## Űrrepülések
- Szojuz TMA–12 fedélzeti mérnöke. Első űrszolgálata alatt összesen 198 napot, 16 órát, 20 percet és 11 másodperc töltött a világűrben. Kettő űrséta (kutatás, szerelés) alatt összesen 12 órát és 12 percet töltött az űrállomáson kívül.
- Szojuz TMA–03M parancsnoka/ISS parancsnoka. Két űrszolgálata alatt összesen 192 napot, 18 órát, 58 percet és 28 másodpercet töltött a világűrben. Egy űrséta (kutatás, szerelés) összesen 6 óra 15 percet töltött az ISS űrállomáson kívül.
- Szojuz TMA-17M
- Szojuz MSZ-11
- Szojuz MSZ-24

### Tartalék személyzet
- Szojuz TM–34 fedélzeti mérnöke
- Szojuz TMA–01M fedélzeti mérnöke
- Szojuz TMA–02M parancsnoka

## Kitüntetések
- Megkapta az Arany Csillag kitüntetést.